# Кривоголовка двенадцатиперстная
Кривоголовка двенадцатиперстная (лат. Ancylostoma duodenale) — вид паразитических круглых червей семейства Ancylostomatidae.

## Описание
Небольшой червь красноватой окраски. Самки длиной до 13 мм. В ротовой полости имеются несколько кутикулярных зубцов. Ротовое отверстие смещено на брюшную сторону тела.

## Жизненный цикл
Локализуется в двенадцатиперстной кишке человека. Возбудитель заболевания бледная немочь. Вызывает сильную анемию. Распространен в южных странах. Питается эпителием кишечника и кровью человека. Яйца с испражнениями выводятся наружу, развиваются в сырой земле и воде. Через несколько суток выходят личинки, дважды линяют и становятся инвазионными. Они активно вбуравливаются в кожу человека, с кровью попадают в легкие, дыхательные пути и глотку, проглатываются и попадают в тонкую кишку. Бледная немочь поражает людей, производящих земляные работы. Считается, что при пероральной инвазии миграция личинок необязательна и они развиваются во взрослых паразитов, минуя пребывание в кровеносной системе. Срок развития личинок в организме человека от заражения до попадания в кишечник около 1-2 недель. Всё развитие до начала откладывания яиц длится 1-1,5 месяца.

## Генетика
Размер митохондриального генома составляет 13721 пар нуклеотидов.

## Распространение
Широко распространён по всему земному шару. Чаще встречается в регионах с теплым и влажным климатом. Этот вид встречается в том числе на Ближнем Востоке, в Северной Африке и на севере Индии, где близкие к нему виды Necator americanus и Ancylostoma ceylanicum отсутствуют.